# Cire Trudon

Ein lateinischer Spruch und ein gemeißeltes Wappen als Flachrelief schmücken seit langem das Gebäude der großen Fabrik. Das Wappen ist mit Bienenstöcken und Bienen verziert und durch einen bedeutenden Leitspruch bereichert: „Deo, regique laborant“ (übersetzt: Sie (die Bienen) arbeiten für Gott und den König).

Das Unternehmen Cire Trudon, gegründet 1643 als Maison de Cire Trudon, ist die älteste Wachsmanufaktur der Welt. Cire Trudon lieferte an den Hof von Ludwig XIV. sowie an die meisten großen Kirchen in Frankreich.

## Geschichte

### Claude Trudon
1643 kommt Claude Trudon, ein Händler aus der Picardie, in Paris an. Durch eine glückliche Ehe wird er Inhaber einer Boutique in der Rue Saint-Honoré, im Viertel Saint-Roch. Dort arbeitet er nicht nur als Lebensmittelhändler, sondern auch als Kerzenhändler und Wachszieher. Er liefert Kerzen für die Haushaltsbeleuchtung sowie für Kirchengemeinden. Die Kerzen werden zuhause handgefertigt, wobei ein eigenes Know-how entwickelt wird. Zu Beginn der Herrschaft von Louis XIV. gründet der Meister Trudon ein kleines Familienunternehmen, das seinen Namen trägt und das Vermögen seiner Erben machen wird.

### Jacques Trudon
Sein Sohn Jacques wird wie er Kerzen-Drogist. Im Fahrtwasser vom Hof in Versailles wird ihm 1687 der Titel Apotheker-Brenner der Königin Marie-Thérèse verliehen. In jener Zeit zog das Trudon-Wachs alle Aufmerksamkeit auf sich: Sorgfältig wird es im Bienenstock geerntet und danach gegossen, wobei es zu Verunreinigungen kommen kann. Deswegen wird es durch Wasser „geweißt“. Danach wird das Wachs in langen Streifen im Freien getrocknet. Dadurch nimmt das Wachs eine weiße Farbe an, aufgehellt in natürlicher Weise von den Sonnenstrahlen. Somit erleuchtet die brennende Flamme der Kerze die durchsichtigen Ränder des Wachses.

### Hierosme Trudon
1737 übernimmt Hierosme Trudon eine der bekanntesten Wachs-Fabriken jener Epoche, damals im Besitz von Pean de St Gilles, die „Manufaktur d'Antony für das Bleichen von Wachs & der Herstellung von Kerzen“, gegründet 1702. Pean de St Gilles ist „Hauptwachslieferant des Königs“. Reich an Erfahrung seiner Familie, stellt Hierosme seine Kunst in den Dienst der Entwicklung dieser riesigen Werkstatt. Er produziert ein Wachs von höchster Qualität, indem er nur die besten Ernten aller Bienenstöcke im Königreich verwendet. Direkt bei den Bauern bestellt er bessere und längere Behandlungen. Die Qualität des durch Gipssteine gefilterten Wassers, das zum Waschen des Wachses verwendet wird, ist ein Garant für die Reinheit. Zudem importiert die Manufaktur feinste Baumwolle, um Dochte herzustellen, deren Verbrennung sauber und regelmäßig ist.
Trudon liefert an den Hof von Louis XIV. sowie die großen Kirchen in Frankreich. Mehr als hundert Arbeiter arbeiten inzwischen in einem großen Gebäude – eingetragen im Verzeichnis der Denkmalpflege – in Antony, bevor sie 1971 in die benachbarte Region Bourg-la-Reine ziehen. Trudon ist der führende Wachshersteller des Königreichs geworden. 1762 lobt der Ingenieur Henri Louis Duhamel du Monceau in seinem enzyklopädischen Werk „L’art du cirier“ („Die Kunst des Wachsziehers“) das Talent von Trudon und seiner Manufaktur als beispielhaft.

Diese Auszeichnung gilt Charles Trudon, der von König Louis XVI. zum Grafen „Trudon des Ormes“ geadelt wurde.
In den Archiven des Hauses Trudon finden sich noch alte Rezepte und Werkzeuge für die Herstellung und für das Bleichen der Kerzen, römische Schmiedeeisen und Gussbecken aus dem 17. Jahrhundert. Auf den Holzformen, verziert mit dem königlichen Wappen, kann man Inschriften entziffern, die ihre Bestimmung anzeigen: „Osterkerzen für die Kapelle des Königs in Versailles“, „Nachtkerzen für den König“.
Das Haus Trudon beliefert Versailles bis in die letzte Phase der französischen Monarchie. Selbst in der Haft benutzt Louis XVI. Kerzen der Wachsmanufaktur. Das Wappen und der Leitspruch bleiben verborgen unter einer Mörtelschicht, um der revolutionären Wut zu entkommen. Dank der Qualität seiner Produkte überlebt das Haus Cire Trudon diese hektische Zeit, das Ende des Ancien Régime des Kaiserreichs. Im folgenden Jahrhundert überlebt Trudon auch die Einführung des Gases für die Haushaltsbeleuchtung und die zunehmende Verwendung elektrischer Beleuchtung.
1889 wird die Manufaktur auf der Weltausstellung mit einer Goldmedaille ausgezeichnet.

## Trudon heute

Napoléon-Büste

Heute noch liefert das Cire Trudon Kerzen an zahlreiche Kirchen, wie zum Beispiel die Pfarrkirche St-Roch in Paris, in der seit 1643 ununterbrochen Kerzen von Trudon brennen.
Die Manufaktur verkauft ihre Produkte in Frankreich sowie im Ausland. Zur Kundschaft zählen die größten französischen und internationalen Luxusgüterhersteller (Hermès, Cartier, Dior, Guerlain, Kenzo etc.) sowie zahlreiche Schlösser und gehobene Hotels. Die Kerzen sind vollkommen naturbelassen, die Herstellung erfolgt ohne Paraffin und ohne sonstige petrochemische Stoffe. Die Abwesenheit von Schadstoffen garantiert ein Wachs von bemerkenswerter Qualität und eine ausgezeichnete Verträglichkeit für die Verbreitung von natürlichen Duftstoffen. Die Kerzen enthalten außerdem keine Substanzen der OSPAR-Liste von Greenpeace. 
Marie-Antoinette, Napoléon und „Pourquoi naître esclave“ von Jean-Baptiste Carpeaux finden sich als Motiv für gegossene Büsten aus naturbelassenem Wachs von Cire Trudon.